# Franz Stein
Pour les articles homonymes, voir Stein.
Franz Stein (Mayence, 24 avril 1900 — 14 septembre 1967) est économiste et bourgmestre de Mayence du 11 mars 1949 au 21 janvier 1965.

## Biographie
Le jumelage Dijon-Mayence, l'un des plus anciens jumelages franco-allemands, est fondé avec le maire de Dijon, Félix Kir en 1958. 
Stein a travaillé avec son personnel spécifiquement sur la léthargie à Mayence ravagée par la guerre. Alors que le château des Princes-Électeurs a été reconstruit en 1949, et le pont routier sur le Rhin a été construit en 1950, nommé d'après le président Theodor Heuss. En 1951, le théâtre de la ville de Mayence sur son fonctionnement dans le bâtiment Moller reconstruit. D'autres plans ont favorisé la construction de logements et de l'hôpital.
Le premier grand succès commercial a été la création de l'œuvre de verrerie Schott sur une partie du site de l'ancien abattoir à Mayence, le chef d'entreprise Erich Schott émigré avec certains de ses employés de Jena. Autres établissements industriels ont été ajoutés.
1952 Stein mis au courant de la division de Mayence. Dans le magazine La nouvelle ville. Journal d'Architecture et d'Urbanisme il a dirigé ce sous le titre Mayence, la ville amputée dans l'Ouest, appelant à l'aide.. Le 6 janvier 1956, il a ouvert la nouvelle maison de retraite sur le site de l'ancien collège des Jésuites à Mayence la « Maison des Invalides ». 
Franz Stein est mort lors d'un séjour au Tyrol du Sud. Sa tombe se trouve dans le cimetière principal de Mayence.